# 加賀谷千保
加賀谷 千保（かがや ちほ、1990年4月19日 - ）は、静岡県静岡市出身の、日本人の女子柔道選手である。階級は52kg級。身長159cm。血液型はA型。組み手は左組み。段位は弐段。得意技は内股。結婚して垣田姓となった。

## 経歴
柔道は7歳の時に静岡東部柔道クラブで始めた。観山中学3年の時に全国中学校柔道大会52kg級に出場するが初戦で敗れた。
藤枝順心高校1年の時に全日本ジュニアで3位になった。
2年の時にロシアジュニア国際に出場するが5位にとどまった。この時に48kg級で優勝した1つ年上である藤村女子高校3年の浅香夕海に、｢加賀谷ってなんか妖怪みたいだよね｣と言われたことがきっかけで妖怪というあだ名が定着することになってしまったが、本人は｢妖怪ですけど、何か?｣とこの事態を開き直っていた。また、これがきっかけで誰も知り合いがいなかった強化合宿で周囲に打ち込むことができたので感謝しているともいう。その後のアジアジュニアでは優勝を飾った。
3年の時にはインターハイ52kg級で優勝を果たすと、全日本ジュニアと世界ジュニアでも優勝を成し遂げた。
山梨学院大学1年の時にはグランプリ・チュニスでIJFワールド柔道ツアーの初優勝を果たした。全日本ジュニアでも2連覇するものの、世界ジュニアでは準決勝でコソボのマイリンダ・ケルメンディに敗れて3位に終わり2連覇はならなかった。学生体重別では優勝を飾った。また、2年の時には優勝大会で山梨学院大学の優勝に貢献すると、グランドスラム・東京でも3位になった。3年の時には優勝大会で2連覇を果たすと、講道館杯決勝では金沢学院大学4年の橋本優貴に内股すかしで一本勝ちして優勝を成し遂げた。
2013年には大学を卒業して了徳寺学園所属となった。2014年8月に実業個人57kg級で3位になったのを機に現役を引退して、9月からは了徳寺学園医療専門学校の事務員となった。2015年3月には了徳寺学園を退職した。2016年からは母校である藤枝順心高校にて職員をしている。

## 戦績
- 2006年 -　全日本ジュニア　3位
- 2007年 - ロシアジュニア国際　5位
- 2007年 -　アジアジュニア 優勝
- 2008年 -　フランスジュニア国際　2位
- 2008年 -　インターハイ　優勝
- 2008年 -　全日本ジュニア　優勝
- 2008年 -　世界ジュニア　優勝
- 2008年 -　講道館杯　3位
- 2008年 -　嘉納杯　3位
- 2009年 -　ベルギー国際　2位
- 2009年 -　ワールドカップ・ウィーン　3位
- 2009年 -　選抜体重別　3位
- 2009年 -　グランプリ・チュニス　優勝
- 2009年 -　優勝大会　3位
- 2009年 -　全日本ジュニア　優勝
- 2009年 -　学生体重別　優勝
- 2009年 -　世界ジュニア　3位
- 2009年 -　東アジア大会　優勝
- 2010年 -　ワールドカップ・ブダペスト　優勝
- 2010年 -　優勝大会　優勝
- 2010年 -　学生体重別　3位
- 2010年 -　学生団体体重別　3位
- 2010年 -　グランドスラム・東京　3位
- 2010年 -　グランプリ・青島　2位
- 2011年 -　優勝大会　優勝
- 2011年 -　講道館杯　優勝
- 2012年 -　優勝大会　2位
- 2012年 -　学生体重別　優勝
- 2012年 -　学生団体体重別　2位
- 2013年 - 実業個人　3位
- 2014年 -　実業個人　3位(57kg級)

(出典、JudoInside.com)